# Mauriz von Rössler
Mauriz von Rössler, uváděn též jako Moritz svobodný pán von Roeßler (13. července 1857 Vídeň – 12. prosince 1912 Vídeň), byl rakousko-uherský, respektive předlitavský státní úředník a politik, v letech 1911–1912 ministr obchodu Předlitavska.

## Biografie
V letech 1876–1880 vystudoval právo na Vídeňské univerzitě, získal titul doktora práv. Od roku 1882 působil jako úředník na finanční prokuratuře, od roku 1884 na ministerstvu obchodu. Roku 1901 zde byl jmenován ministerským radou, roku 1905 sekčním šéfem. Podílel se na obchodních dohodách z Německem a na rakousko-uherském finančním vyrovnání.
Za vlády Karla Stürgkha se stal ministrem obchodu. Funkci zastával od 3. listopadu 1911 do 20. září 1912.